# 覲子内親王
覲子内親王（きんしないしんのう、養和元年10月5日（1181年11月13日）- 建長4年6月8日（1252年7月15日））は、平安時代後期の皇族、女院。後白河天皇の第六皇女で、女院号は宣陽門院（せんようもんいん）。母親は高階栄子（丹後局）。

## 生涯
文治5年（1189年）、僅か9歳で内親王宣下を受けると同時に准三后とされ、建久2年（1191年）には11歳で院号宣下を受けた。建久3年（1192年）1月、父・後白河院から長講堂およびその附属領（長講堂領）をはじめとする広大な所領を譲渡された（後白河院は同年3月に崩御）。建久6年（1195年）に上洛した源頼朝・北条政子夫妻から拝謁を求められるなど、権勢を誇った。元久2年（1205年）に出家、法名を性円智と称する。
建暦元年（1211年）に八条院が崩御し、承久の乱で後鳥羽天皇の皇統が鎌倉幕府によって否認されたため、覲子が皇族の中で最も発言力がある存在となった。
後鳥羽天皇の皇子・雅成親王を養子とし、また、関白近衛家実の娘・近衛長子（鷹司院）を養女とし、後堀河天皇のもとへ入内させた。
承久の乱に関わりが無かったために長講堂領などは安堵された（鎌倉幕府に一時没収されたという説は近年否定された）が、養女・長子を入内させて将来は彼女が生むであろう皇位継承者に長講堂領を譲ろうとしたが後堀河天皇の早世で失敗に終わった。更に存命中の後堀河天皇との約束で後を継いだ四条天皇を自身の猶子とし、更に長子を天皇の准母にすることにも成功したが、四条天皇も程なく崩御した。
その後、長講堂領を宗尊親王に継承させたい後嵯峨上皇と死後の自分及び亡き父院に対する将来の追善を期待して皇位継承者への譲渡に拘った覲子との間で意見の食い違いがあったが、最終的には建長3年（1251年）に上西門院領を除いて後深草天皇に譲渡された（上西門院領は長子に譲渡された）。
建長4年（1252年）、72歳で没した。